# 岳藤豪希
岳藤 豪希（たけとう ごうき、1935年2月27日 - 2007年9月17日）は、日本の教会音楽家、合唱指揮者、オルガニスト、作曲家、音楽教育者。聖書宣教会名誉教授。大分県生まれ。

## 人物
東京芸術大学卒業後、1965年ドイツ渡航、シュトゥットガルト音楽演劇大学を卒業、フランクフルト音楽大学で指揮法を学ぶ。ドイツ留学時代、ヘルムート・リリング、ヘルムート・ヴァルヒャらに師事した。1971年、3月ドイツで日本人として初めて教会音楽家A級国家試験(カントル)に合格。
ドイツの国教会は聖書を否定するリベラルだと見なされることが多いが、その中にあって岳藤の恩師であるハンス・アルノルト・メツガー教授は聖書信仰を守るために戦っていた。ドイツのカントルの集まりで、メツガー教授はリベラルな近代主義者たちに向かい、「プロテスタント教会音楽の中心は聖書のみことばを伝えることにあり、もし聖書のみことばに疑問を抱く神学があるなら、バッハまで続いた、またバッハ以後続いてきたプロテスタント教会音楽の伝統を全否定しなければならない」と指摘すると、大勢の近代主義者たちはそれを認め、沈黙せざるを得なかった。
『教会合唱曲集』の33番はボヘミア兄弟団が、迫害の中で聖書は誤りのない神のことばだと主張した賛美歌である。
1973年日本に帰国。東京と名古屋にエヴァンゲリウム・カントライ（福音聖歌隊）を設立。聖書宣教会音楽舎の教授に就任して、ドイツ音楽の教会音楽家を多数育てる。
1993年聖書宣教会教会音楽舎の教師会議長に就任、2003年名誉教授に就任する。
指揮者の若杉弘と作曲家の黛敏郎とは東京芸術大学の同級生。

## 弟子
- 飯島千雍子（声楽家）

## 著書
- 『教会合唱曲集I、II』 いのちのことば社
- 『びぶりか』収録「賛美のこころ」